# O&O Baukunst

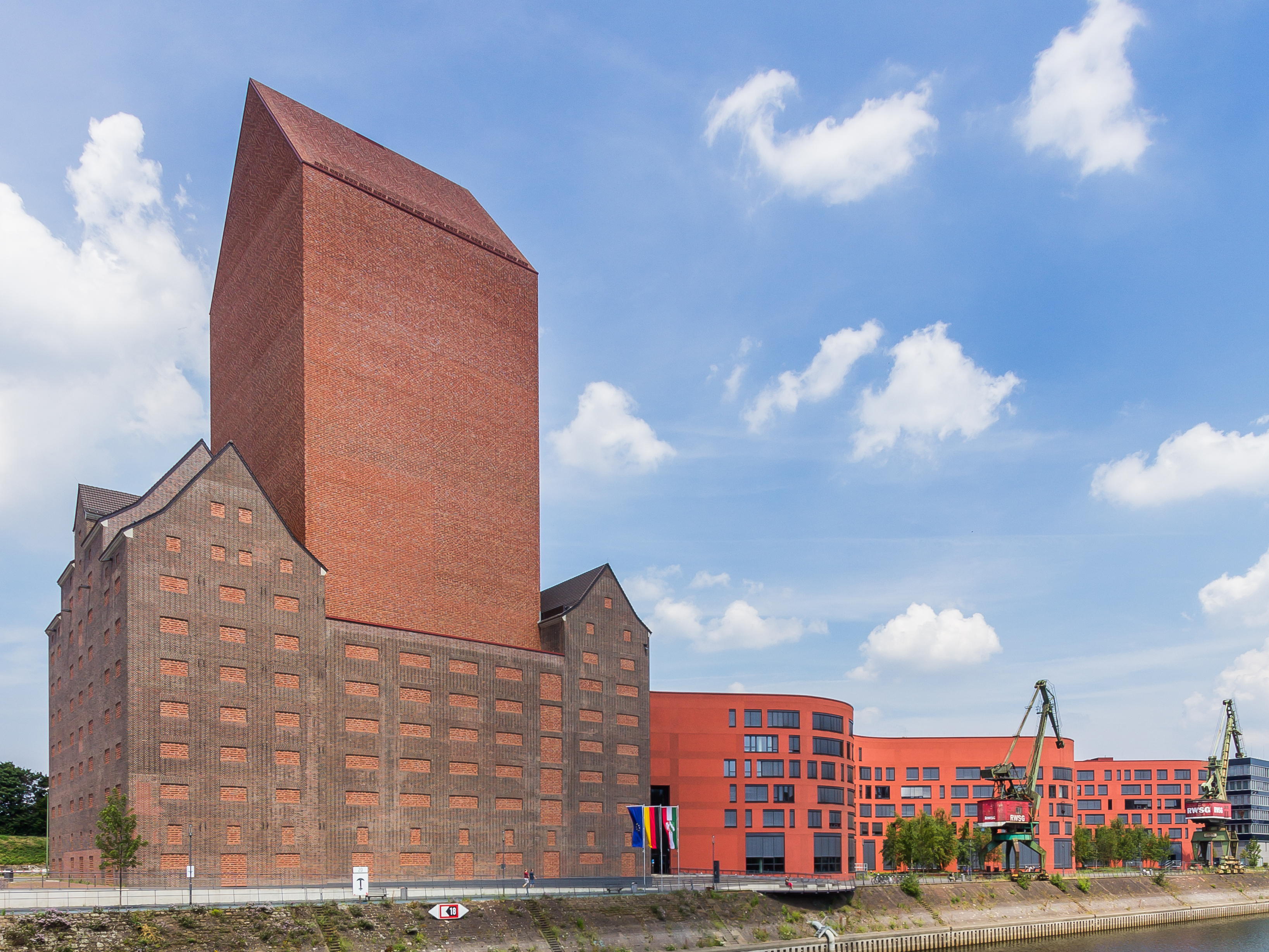
Landesarchiv Nordrhein-Westfalen, Duisburg

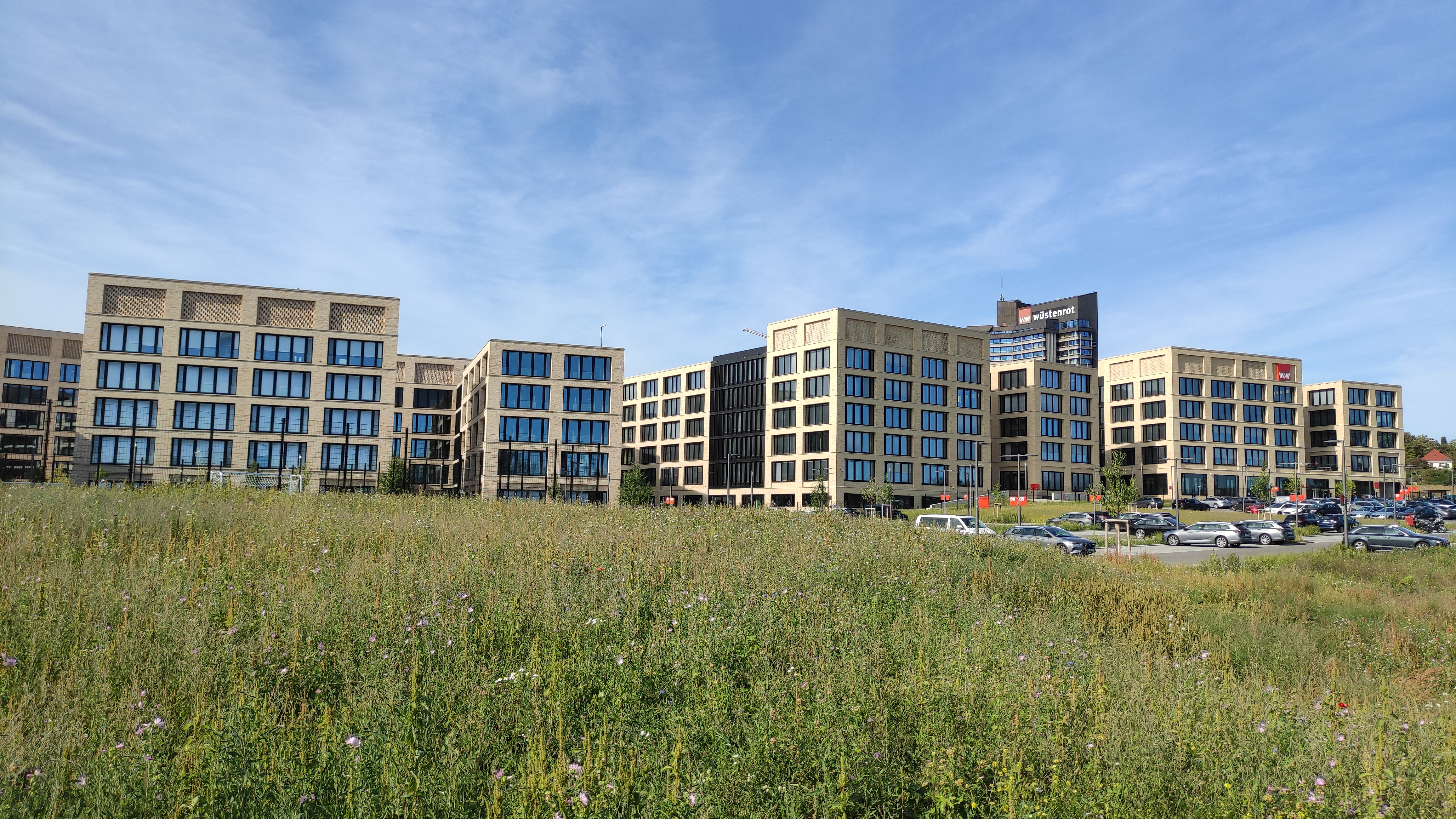
Campus der Wüstenrot & Württembergische AG (W&W) in Kornwestheim

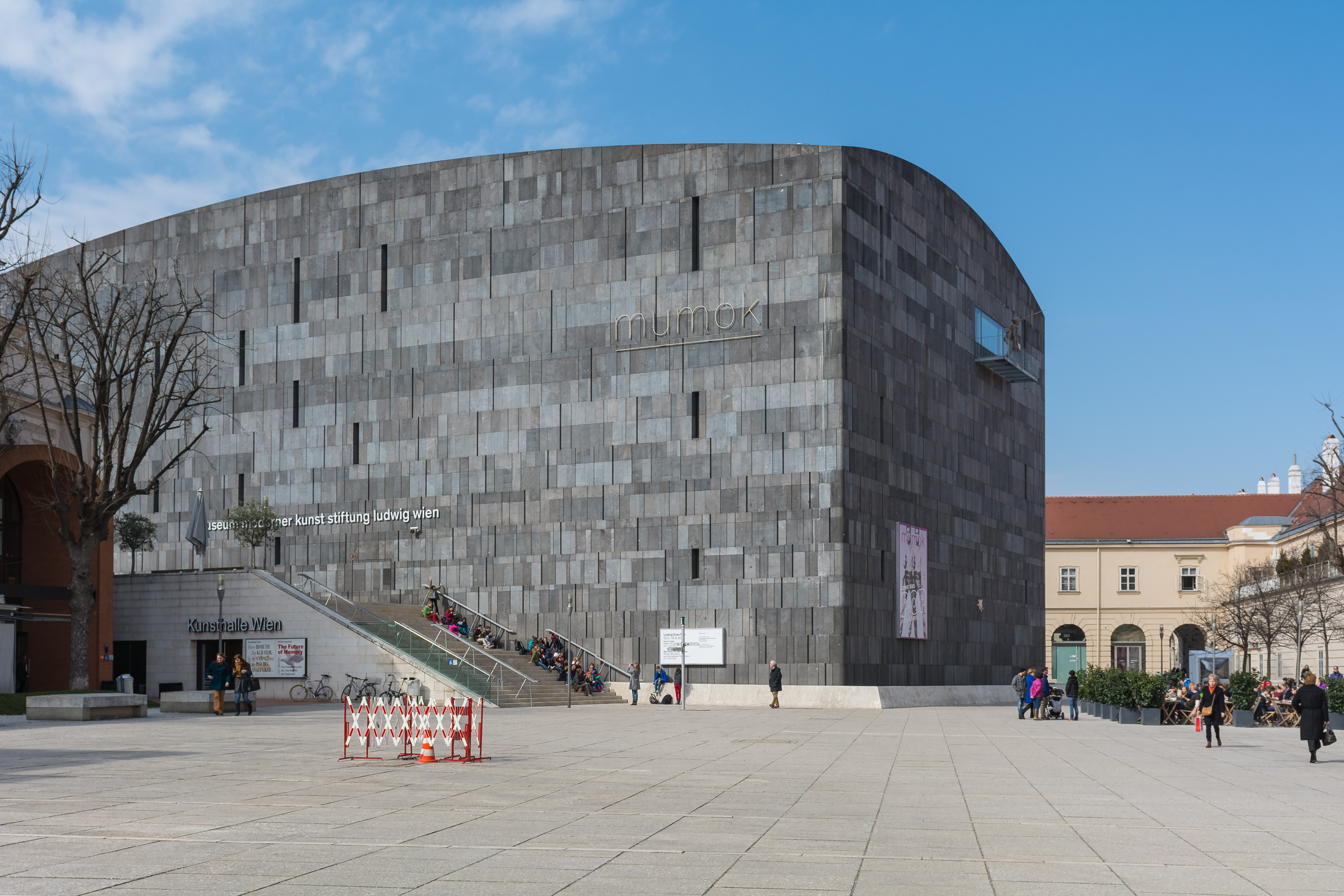
Museum Moderner Kunst Stiftung Ludwig, Wien

O&O Baukunst ist ein deutsch-österreichisches Architekturbüro.
Das Architekturbüro wurde 1987 von Manfred Ortner und Laurids Ortner in Düsseldorf als Ortner & Ortner Baukunst gegründet und ist aus der Architekten- und Künstlergruppe Haus-Rucker-Co hervorgegangen. 1990 entstand ein eigenständiger Standort in Wien und 1994 ein Standort in Berlin.
Mittlerweile sind die Gründer ausgeschieden.
Geleitet wird das Büro von Roland Duda, Florian Matzker und Markus Penell, die seit 1996 im Büro tätig sind, seit 2011 auch als geschäftsführende Gesellschafter.
Roland Duda (* 1966 in Hildesheim) studierte Architektur an der TU Berlin.
Florian Matzker (* 1966 in Mannheim) studierte Architektur an der TU Berlin.
Markus Penell (* 1965 in Karlsruhe) studierte Architektur sowie Stadt- und Regionalplanung an der TU Berlin und leitet seit 2001 das Berliner Büro.

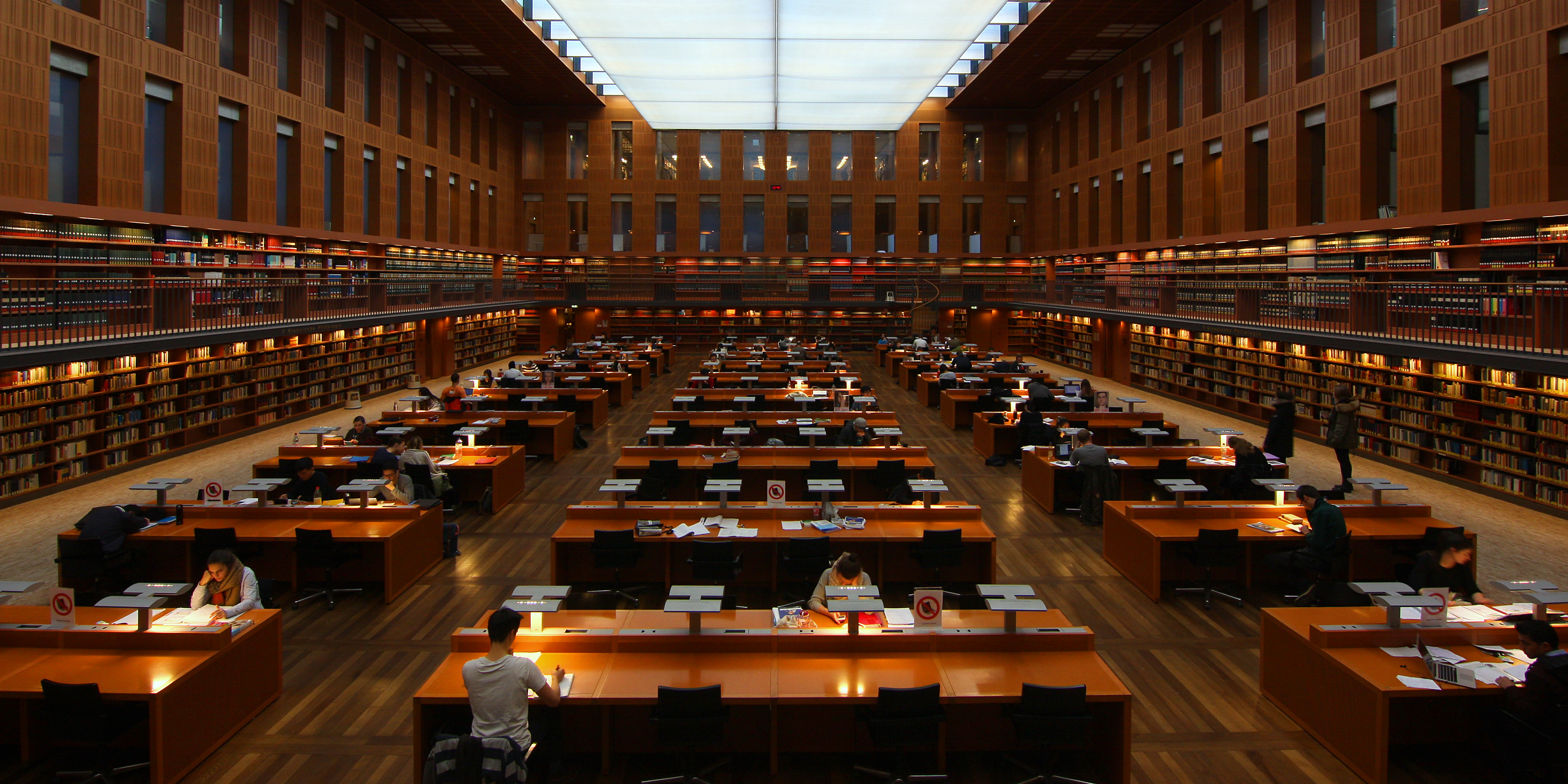
Sächsische Staats- und Landesbibliothek Dresden

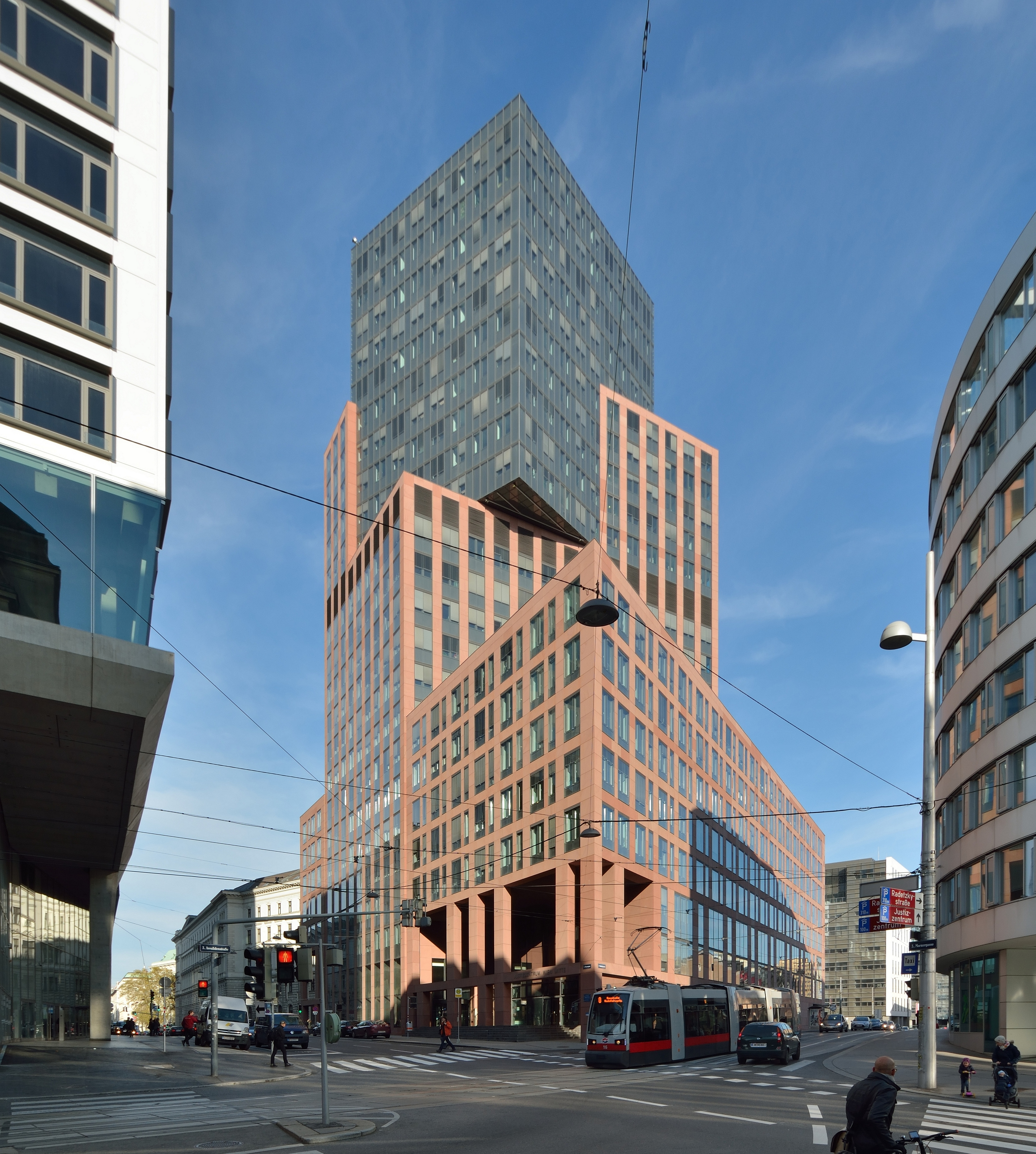
City Tower, Wien Mitte

## Bauwerke
- 1994: Europäisches Design Depot, Klagenfurt
- 1998: ARD-Hauptstadtstudio, Berlin
- 2000: Schiffbau, Theater und Kulturzentrum des Schauspielhauses Zürich
- 2001: Wohn- und Geschäftshaus am Pariser Platz, Berlin
- 2001: MuseumsQuartier (Leopold Museum, Museum Moderner Kunst Stiftung Ludwig, Kunsthalle Wien), Wien
- 2002: Sächsische Landesbibliothek – Staats- und Universitätsbibliothek Dresden, Dresden
- 2007: Lilien-Carré, Wiesbaden
- 2007: City Tower Vienna, Wien
- 2008: Forum Duisburg, Duisburg
- 2010: Airport Kongresshotel Van der Falk, Düsseldorf
- 2010: BENE Headoffice, Waidhofen an der Ybbs[2]
- 2011: Photovoltaik-Pavillon, Potsdam
- 2012: Wien Mitte, Büro-, Einkaufs- und Gastronomiezentrum, Wien
- 2012: Boulevard Berlin, Wertheim
- 2014: Landesarchiv Nordrhein-Westfalen, Duisburg
- 2014: Steigenberger Hotel Am Kanzleramt, Berlin
- 2015: Platanenhof Berlin-Kreuzberg, Berlin
- 2016: Neubau des Zentralstandorts Hochschule für Schauspielkunst Ernst Busch, Berlin
- 2017: Berliner Arbeitertheater, bat, Studiobühne der Hochschule für Schauspielkunst „Ernst Busch“, Berlin
- Urbane Mitte am Gleisdreieck, Masterplan, Berlin[3]
- ABC-Tower, Hochhaus, Berlin[4]
- Büroareal Daimler, Stuttgart-Vaihingen[5]
- Campus W&W, Konzernzentrale Wüstenrot & Württembergische AG, Büro, Ludwigsburg (im Bau)[6]
- Wehrhahncenter (Momentum), Einkaufszentrum, Umbau, Düsseldorf (im Bau)[7]
- Neubau der Bundesvorstandsverwaltung des DGB, Büro, Berlin[8]

## Auszeichnungen und Preise
- 2014: Balthasar-Neumann-Preis für Landesarchiv Nordrhein-Westfalen, Duisburg[9]

## Publikationen (Auswahl)
- O&O Baukunst, Innenansicht „View of the interior“, Vfmk Verlag für moderne Kunst, Wien, 2016, ISBN 978-3-903004-81-8.
- Ortner&Ortner Baukunst, Portfolio, Falk Jäger, Verlag Jogis, Berlin, 2016, ISBN 978-3-86859-379-2.
- Ortner & Ortner, Baukunst vom Tag / Architecture out of the ordinary, Verlag der Buchhandlung Walther König, Köln, 2010, ISBN 978-3-86560-742-3.
- Ortner & Ortner, Bauten für Europäische Kultur, Verlag Birkhäuser, Basel, 2008, ISBN 978-3-0346-0975-3.
- Ortner & Ortner Wörterbuch der Baukunst, Verlag Wirkhäuser, Basel, 2001, ISBN 3-7643-6068-2.
- Ortner & Ortner, 3 Bauten für Europäische Kultur, Walther König Verlag, Köln, 1998, ISBN 978-3-88375-349-2.